# Grundträsket (Jörns socken, Västerbotten, 724152-170587)
Grundträsket är en sjö i Skellefteå kommun i Västerbotten och ingår i Byskeälvens huvudavrinningsområde. Sjön har en area på 0,288 kvadratkilometer och ligger 315 meter över havet. Grundträsket ligger i Byskeälven Natura 2000-område. Sjön avvattnas av vattendraget Hobergsbäcken.

## Delavrinningsområde
Grundträsket ingår i det delavrinningsområde (724305-170511) som SMHI kallar för Ovan 724579-170554. Medelhöjden är 321 meter över havet och ytan är 17 kvadratkilometer. Det finns inga avrinningsområden uppströms utan avrinningsområdet är högsta punkten. Hobergsbäcken som avvattnar avrinningsområdet har biflödesordning 3, vilket innebär att vattnet flödar genom totalt 3 vattendrag innan det når havet efter 83 kilometer. Avrinningsområdet består mestadels av skog (93 procent). Avrinningsområdet har 0,29 kvadratkilometer vattenytor vilket ger det en sjöprocent på 1,7 procent.